# Piz Gannaretsch
Piz Gannaretsch – szczyt w Alpach Lepontyńskich, części Alp Zachodnich. Leży w Szwajcarii w kantonie Gryzonia. Należy do podgrupy Alpy Monte Leone – Świętego Gotarda.